# Jesus Price Supastar
Jesus Price Supastar – drugi studyjny album amerykańskiego rapera Seana Price’a, którego premiera odbyła się 30 stycznia 2007 roku. Wydawnictwo ukazało się nakładem wytwórni Duck Down Music Za produkcję poszczególnych utworów odpowiadają 9th Wonder, Khrysis, Tommy Tee, Illmind, P.F. Cuttin', MoSS czy 10 for the Triad. Wśród zaproszonych gości występują między innymi Buckshot, Sadat X, Heltah Skeltah, Steele, Skyzoo czy Phonte.
Album zadebiutował na 196. miejscu amerykańskiej listy sprzedaży Billboard 200.

## Lista utworów
Źródło.
| Nr  | Tytuł utworu                                          | Producent        | Długość |
| --- | ----------------------------------------------------- | ---------------- | ------- |
| 1.  | „Intro (Jesus Price)”                                 | P.F. Cuttin'     | 1:47    |
| 2.  | „Like You”                                            | 10 for the Triad | 3:28    |
| 3.  | „P-Body” (gości. Rock)                                | 9th Wonder       | 3:13    |
| 4.  | „Cardiac” (gości. Buckshot, Ruste Juxx & Flood)       | Illmind          | 3:48    |
| 5.  | „Stop”                                                | Khrysis          | 2:29    |
| 6.  | „Violent”                                             | 9th Wonder       | 3:34    |
| 7.  | „Da God” (gości. Sadat X & Buckshot)                  | 10 For the Triad | 3:05    |
| 8.  | „Oops Upside Your Head” (gości. Steele)               | MoSS             | 2:37    |
| 9.  | „Church” (gości. Heltah Skeltah & The Loudmouf Choir) | Tommy Tee        | 3:55    |
| 10. | „King Kong” (gości. Rock)                             | Khrysis          | 2:49    |
| 11. | „One”                                                 | Khrysis          | 1:52    |
| 12. | „You Already Know” (gości. Skyzoo)                    | 9th Wonder       | 3:18    |
| 13. | „Directors Cut”                                       | Khrysis          | 1:20    |
| 14. | „Let It Be Known” (gości. Phonte)                     | 9th Wonder       | 3:18    |
| 15. | „Hearing Aid” (gości. Chaundon)                       | Khrysis          | 3:06    |
| 16. | „Mess You Made” (gości. Block McCloud)                | Masse            | 3:56    |
|     |                                                       |                  | 47:35   |